# شلی کان
شلی کان (انگلیسی: Shelley Conn؛ زادهٔ ۲۱ سپتامبر ۱۹۷۶) هنرپیشه بریتانیایی با اصالت بریتانیایی، پرتغالی، برمه‌ای و هندی است. وی از سال ۲۰۰۰ میلادی تاکنون مشغول فعالیت بوده است.
از کارهایی که وی در آن نقش داشته است می‌توان به فیلم‌هایی مثل از کجا می‌دانی و تسخیر و مجموعه ترانووا اشاره کرد.

## زندگی شخصی
کان از دوندگان ماراتن لندن سال ۲۰۰۶ بود.